# Monastyryszcze (stacja kolejowa)
Monastyryszcze (ukr: Станція Монастирище) – stacja kolejowa w miejscowości Sataniwka, w obwodzie czerkaskim, na Ukrainie. Jest częścią Kolei Odeskiej. Znajduje się na linii Koziatyn – Chrystyniwka.

## Linie kolejowe
- Koziatyn – Chrystyniwka